# Елисеев, Николай Трофимович
Николай Трофимович Елисеев (1911—1967) — Гвардии подполковник Советской Армии, участник Великой Отечественной войны, Герой Советского Союза (1945).

## Биография
Родился 23 декабря 1911 года в Нижнем Новгороде. Рос в детском доме. После окончания строительной школы работал печником, шлифовщиком. В 1931 году Елисеев был призван на службу в Рабоче-крестьянскую Красную Армию. В 1932 году окончил военно-техническую авиационную школу, в 1937 году — военную авиационную школу лётчиков. С декабря 1941 года — на фронтах Великой Отечественной войны. Прошёл путь от командира звена до штурмана полка, участвовал в боях на Северо-Западном, Воронежском, Степном, 2-м и 1-м Украинских фронтах. Принимал участие в боях на реке Волхов и под Старой Руссой, Курской битве, битве за Днепр, Кировоградской, Уманско-Ботошанской, Львовско-Сандомирской, Сандомирско-Силезской, Верхнесилезской, Нижнесилезской, Берлинской и Пражской операциях.
К маю 1945 года гвардии майор Николай Елисеев был штурманом 142-го гвардейского штурмового авиаполка 8-й гвардейской штурмовой авиадивизии 1-го гвардейского штурмового авиакорпуса 2-й воздушной армии 1-го Украинского фронта. К тому времени он совершил 135 боевых вылетов на штурмовку скоплений вражеской боевой техники и живой силы, уничтожил 5 самолётов на земле и ещё 2 — в воздухе, а также подбил 38 танков противника.
Указом Президиума Верховного Совета СССР от 27 июня 1945 года за «образцовое выполнение боевых заданий командования на фронте борьбы с немецкими захватчиками и проявленные при этом мужество и героизм» гвардии майор Николай Елисеев был удостоен высокого звания Героя Советского Союза с вручением ордена Ленина и медали «Золотая Звезда» за номером 6592.
После окончания войны Елисеев продолжил службу в Советской Армии. В 1954 году в звании подполковника он был уволен в запас. Проживал и работал в Горьком (ныне — Нижний Новгород).
Скончался 23 февраля 1967 года, похоронен на кладбище «Красная Этна» в Нижнем Новгороде.
Был также награждён четырьмя орденами Красного Знамени, орденами Александра Невского, Отечественной войны 2-й степени, Красной Звезды, рядом медалей.